# Counterparty
 (octobre 2024).
 (octobre 2024).
La mise en forme du texte ne suit pas les recommandations de Wikipédia : il faut le « wikifier ».
Les points d'amélioration suivants sont les cas les plus fréquents. Le détail des points à revoir est peut-être précisé sur la page de discussion.
- Les titres sont pré-formatés par le logiciel. Ils ne sont ni en capitales, ni en gras.
- Le texte ne doit pas être écrit en capitales (les noms de famille non plus), ni en gras, ni en italique, ni en « petit »…
- Le gras n'est utilisé que pour surligner le titre de l'article dans l'introduction, une seule fois.
- L'italique est rarement utilisé : mots en langue étrangère, titres d'œuvres, noms de bateaux, etc.
- Les citations ne sont pas en italique mais en corps de texte normal. Elles sont entourées par des guillemets français : « et ».
- Les listes à puces sont à éviter, des paragraphes rédigés étant largement préférés. Les tableaux sont à réserver à la présentation de données structurées (résultats, etc.).
- Les appels de note de bas de page (petits chiffres en exposant, introduits par l'outil «  Source ») sont à placer entre la fin de phrase et le point final[comme ça].
- Les liens internes (vers d'autres articles de Wikipédia) sont à choisir avec parcimonie. Créez des liens vers des articles approfondissant le sujet. Les termes génériques sans rapport avec le sujet sont à éviter, ainsi que les répétitions de liens vers un même terme.
- Les liens externes sont à placer uniquement dans une section « Liens externes », à la fin de l'article. Ces liens sont à choisir avec parcimonie suivant les règles définies. Si un lien sert de source à l'article, son insertion dans le texte est à faire par les notes de bas de page.
- La présentation des références doit suivre les conventions bibliographiques. Il est recommandé d'utiliser les modèles {{Ouvrage}}, {{Chapitre}}, {{Article}}, {{Lien web}} et/ou {{Bibliographie}}. Le mode d'édition visuel peut mettre en forme automatiquement les références.
- Insérer une infobox (cadre d'informations à droite) n'est pas obligatoire pour parachever la mise en page.

Pour une aide détaillée, merci de consulter Aide:Wikification.
Si vous pensez que ces points ont été résolus, vous pouvez retirer ce bandeau et améliorer la mise en forme d'un autre article.
Counterparty est une plateforme financière peer-to-peer et un protocole open source distribué construit sur la blockchain et le réseau Bitcoin. C'était une des plateformes « Bitcoin 2.0 » (plus tard connue sous le nom de jeton non fongible (NFT)) des plus connues en 2014, aux côtés de Mastercoin, Ethereum, Colored Coins, Ripple et BitShares.
Il s'agit d'un protocole de type « métacoin » qui offre des fonctionnalités telles que des devises négociables créées par les utilisateurs, des instruments financiers supplémentaires et un échange d'actifs décentralisé.
Au fil du temps, il a développé une solide base d'utilisateurs, principalement grâce aux projets Spells Of Genesis (2015) et Rare Pepe (2016) qui ont choisi cette plateforme pour créer leurs collections de jetons non fongibles.

## Histoire
En novembre 2014, Counterparty a intégré la prise des machines virtuelle Ethereum (EVM: Ethereum Virtual Machine) au protocole Counterparty, permettant à toutes les applications décentralisées Ethereum d'être exécutées sur la blockchain Bitcoin au sein du protocole Counterparty,.
En 2014, Counterparty faisait partie d'un plan d'Overstock.com visant à émettre et à échanger des titres légaux sur une blockchain. L'initiative, initialement nommée « Medici », est finalement devenue le tZERO d'Overstock.
En août 2014, Dogeparty, basé sur Dogecoin, a été forké de Counterparty, offrant une plateforme de tokenisation à des frais moins élevés et des délais de transaction plus rapides.
En mars 2015, une société appelée EverdreamSoft a publié la carte à collectionner blockchain, FDCARD, sur la plateforme Counterparty qui était plus tard utilisable dans leur jeu blockchain Spells Of Genesis.
Début 2024, après une interruption du développement de plusieurs années, des développeurs fondateurs sont revenus pour optimiser et corriger des problèmes de longue date, notamment liées à la stabilité, à l'exactitude et aux performances de l'implémentation de référence de Counterparty, ainsi que pour préparer le développement futur des fonctionnalités,.

## Technologie

### Monnaie XCP
Counterparty dispose d'une devise native, XCP, qui est utilisée dans le protocole pour émettre de nouveaux jetons (token), faire des paris, ainsi que réclamé des jetons précédemment émis sur Counterparty. La monnaie a été créée en janvier 2014 par « Proof-of-Burn », traduite par "Preuve-de-Destruction" une alternative à une vente participative ou à une « offre initiale de pièces » (ICO: Initial Coin Offering).
La création initiale de XCP via ce procédé a impliqué l'envoi d'environ 2140 BTC, d'une valeur comprise entre 1,6 et 2 millions de dollars américains à l'époque, à une adresse Bitcoin prouvé comme non utilisable. La décision d'utiliser le « Proof-of-Burn » pour créer du XCP, au lieu d'une technique de collecte de fonds plus traditionnelle (ICO) , visait à maintenir la distribution initiale des fonds aussi équitable et décentralisée que possible, afin d'accroître la légitimité du projet et éviter d'éventuels problèmes juridiques.

### Portefeuilles
counteryd est l'implémentation de référence du protocole Counterparty, et Counterwallet  est une interface de portefeuille Web déterministe pour counteryd, dans laquelle toute la cryptographie est gérée côté client. Le code des deux projets sont Open source et hébergés sur GitHub.
Freewallet (mobile et ordinateur de bureau) est devenu un portefeuille plus populaire auprès des communautés Spells Of Genesis & Memorychain/Oasis Mining, tandis que le Rare Pepe wallet conçu spécialement pour la collection qui porte son nom a été plébiscités par les collectionneurs de Rare Pepe.